# Escarificación (incisión)

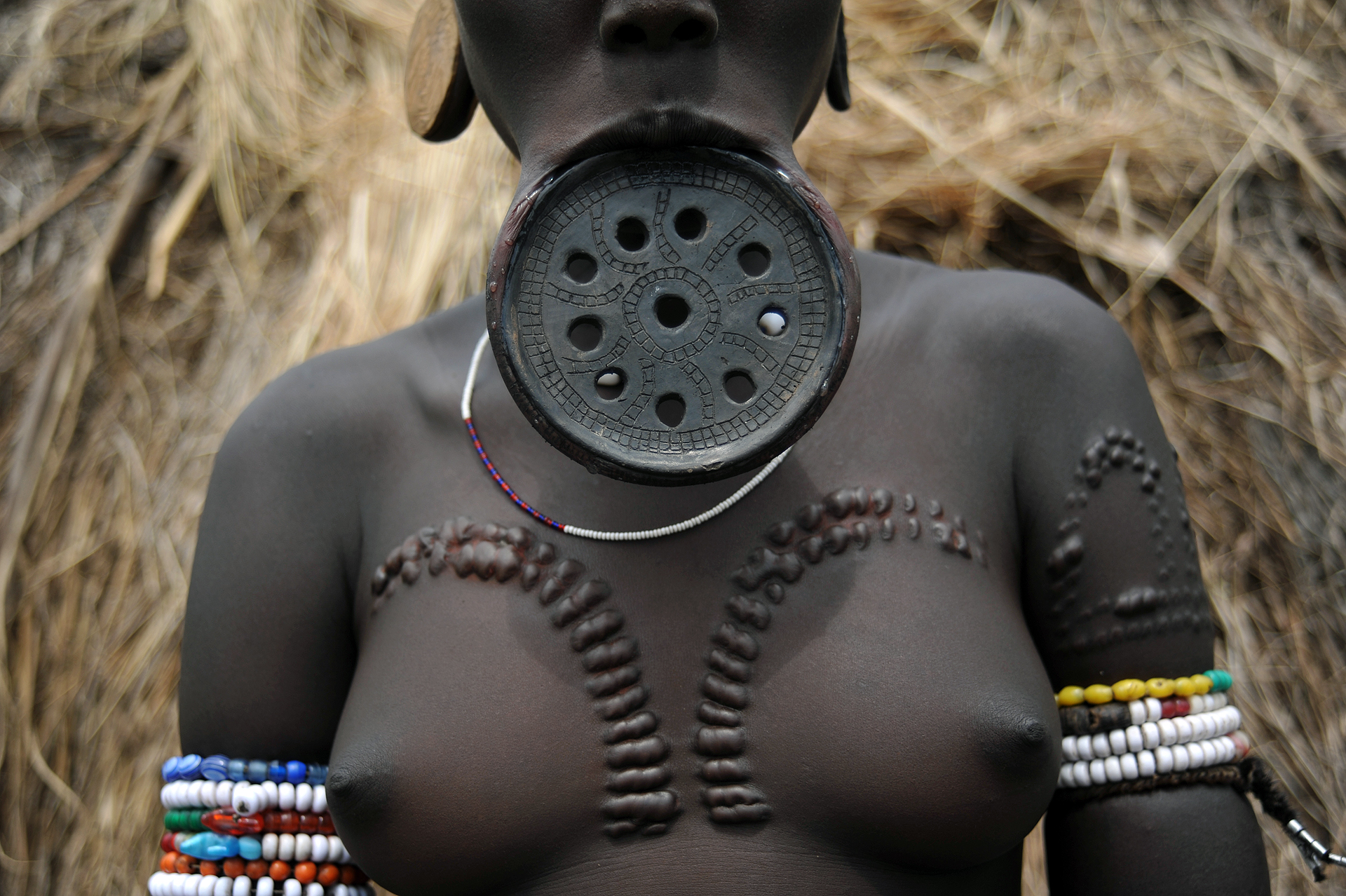
Mujer de una tribu de Etiopía con escarificaciones en el pecho y el brazo izquierdo, junto con otras modificaciones del cuerpo como expansiones en los lóbulos y plato labial.

La escarificación es la acción de producir escaras en la piel mediante la aplicación de incisiones superficiales o profundas. Las escaras o granulaciones que se derivan son pequeñas costras que se forman como consecuencia en la dermis. Estas heridas, por lo general, son de color oscuro como consecuencia de la muerte del tejido. Al tratarse de una modificación corporal, las incisiones se suelen realizar de manera controlada para no comprometer la salud de la persona y obtener un dibujo que, en la mayoría de los casos, es estético.
Diversas culturas han utilizado esta técnica. En algunas como la africana, las mujeres consideran la escarificación como un elemento atractivo y en los hombres un símbolo de fortaleza y resistencia. También se emplea en algunas culturas americanas, como la maya, huasteca o chichimeca. Esta técnica de automutilación también se practica en la cultura occidental con fines decorativos, como una forma de modificación corporal.
La palabra escarificar proviene de latín tardío scarificāre que significa «hacer incisiones en el cuerpo» y está considerada una modificación corporal extrema. También es conocida como «la marca de sacrificio» y es ilegal en varios países, entre ellos, el Reino Unido. Se realiza por medio de diferentes técnicas como el branding (quemaduras) o el cutting (cortes), entre otras. El proceso es extremadamente doloroso y la persona puede sufrir infecciones, hemorragias y limitaciones de la movilidad.
La escarificación es menos común y popular que el tatuaje o la perforación, sin embargo, es cada vez más aceptada por movimientos contraculturales, liberales y tribus urbanas, también por subculturas como el  punk, hippie y comunidades adolescentes en general que le definen como un estilo de vida.

## Historia

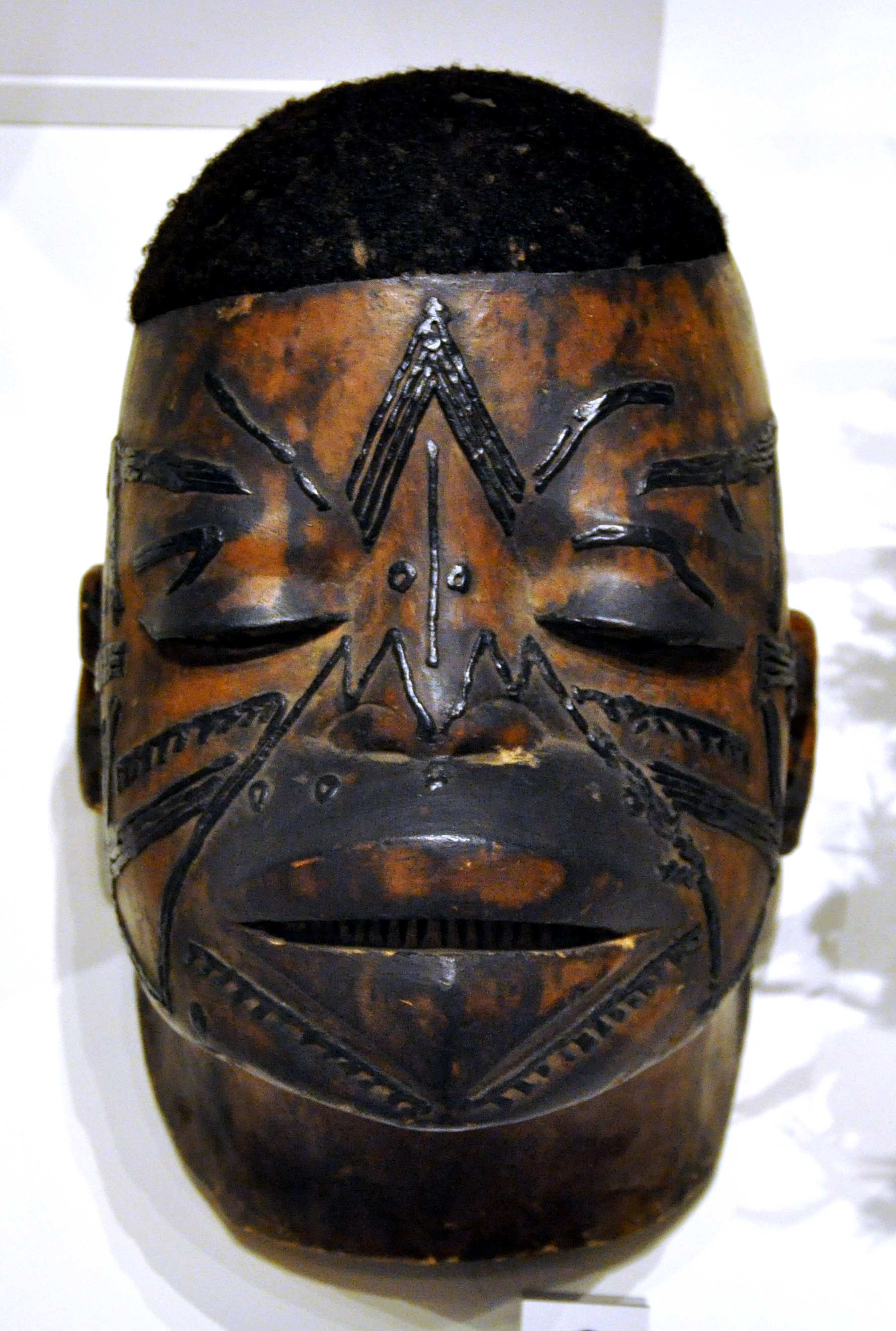
Máscara con marcas de cicatrización, en un miembro de los Makonde, Tanzania.

Históricamente, la escarificación ha sido practicada por pueblos y grupos indígenas de América, África y Oceanía para recordar a los antepasados, como una tradición o por cuestiones simbólicas. Aunque se cree que se desarrolló en gran manera en la África Occidental, donde fue evolucionando con el transcurrir de los años. También se sabe que esta práctica, junto con otras relacionadas con la alteración del cuerpo, despertó el interés durante la Era de los descubrimientos que data del siglo XV y que fue considerada por los europeos como formas extremas de arte corporal empleadas en la África subsahariana.
No se sabe con exactitud el origen de la escarificación, pero existen registros, manuscritos ilustrados y esculturas del siglo XV y XVI donde se muestran personas ejerciendo esta actividad e imágenes en piedra, madera y metales como el cobre con notables diseños. Investigadores y arqueólogos afirman que ya en la era del paleolítico era común la escarificación, aplicada en distintas partes del cuerpo como glúteos, abdomen, pecho, vientres, hombros y muslos. La base de estas afirmaciones se centra en varios hallazgos realizados en yacimientos arqueológicos como el caso de 'Ain Ghazal en Jordania y en la zona montañosa de Tassili n'Ajjer, sitio inhóspito donde se encuentran las pinturas rupestres del Sahara.
En Egipto, los tatuajes y las escarificaciones fueron técnicas que se emplearon hace más de 4000 años. Prueba de ello es una momia llamada Amunet, quien ejerció como sacerdotisa de la diosa Hathor, y otra más que se cree fue una bailarina, ambos cadáveres presentan figuras en distintas partes del cuerpo y algunas incisiones en el abdomen. En la bailarina, las escarificaciones representan el erotismo y la sensualidad, ya que se cree honraba a Hathor, diosa egipcia del amor y la alegría. En Japón, los historiadores creen que estos métodos de transformación se originaron en el período Jōmon (14 500 hasta el 300 a. C.) y cuyas evidencias se retratan en pequeñas estatuas y monumentos de arcilla. En China, más específicamente en Fengdu Ghost City, también se encuentran imágenes y figuras de personas con grabados que se cree fueron torturados y padecieron de dolor y sufrimiento por sus pecados.
Liam Brady, investigador australiano de la universidad de Monash afirma que por medio de las escarificaciones, las tribus indígenas aprendieron a interactuar socialmente. Brady centró sus estudios e investigaciones en el estrecho de Torres, donde encontró algunas pinturas rupestres e imágenes de cuerpos humanos con tatuajes y cicatrices, una prueba más de que estas técnicas representaban «una forma distintiva de ornamentación corporal». Alfred Cort Haddon, antropólogo británico, realizó las primeras exploraciones a este sitio en el siglo XIX y conservó las evidencias en unas fotografías tomadas en blanco y negro. Todo este material recolectado por Haddon es considerado como uno de los «hallazgos más antiguos confirmados para la región».
En la época de la cultura prehispánica, el pueblo huasteco utilizó el arte corporal, la escarificación y otras técnicas como parte de una tradición ancestral. Se sabe que la mujer desempeñó un papel importante en esta comunidad ya que era portadora del tiempo a través de los ciclos menstruales, esto se sustenta en una escultura llamada la «mujer escarificada» o «venus de Tamtoc» que presenta un tamaño natural parcialmente fragmentada con fines rituales, cuenta con escarificaciones en hombros, pechos y muslos (exactamente 52 cortes en una parte del pecho y otros 104 en los muslos), que representan 52 años del calendario mesoamericano y 104 años del ciclo lunar y solar. Según las investigaciones del arqueólogo mexicano Guillermo Ahuja Ormaechea, la mujer escarificada fue una sacerdotisa sacrificada que desempeñó un papel importante en la vida social, política y religiosa. Asimismo, en otras culturas como la teotihuacana y maya, se han encontrado esculturas, figuras y tótems en donde se evidencia esta práctica, no solo en el cuerpo, sino también, en la parte de los genitales masculinos y femeninos.  En Mesoamérica, por ejemplo, las modificaciones corporales fueron muy importantes hasta el punto de llegar a ser reglamentadas e institucionalizadas por muchas tribus y pueblos indígenas. De ellas, la escarificación, el tatuaje y la deformación craneal artificial se convirtieron en auténticas «expresiones visibles de identidad cultural».

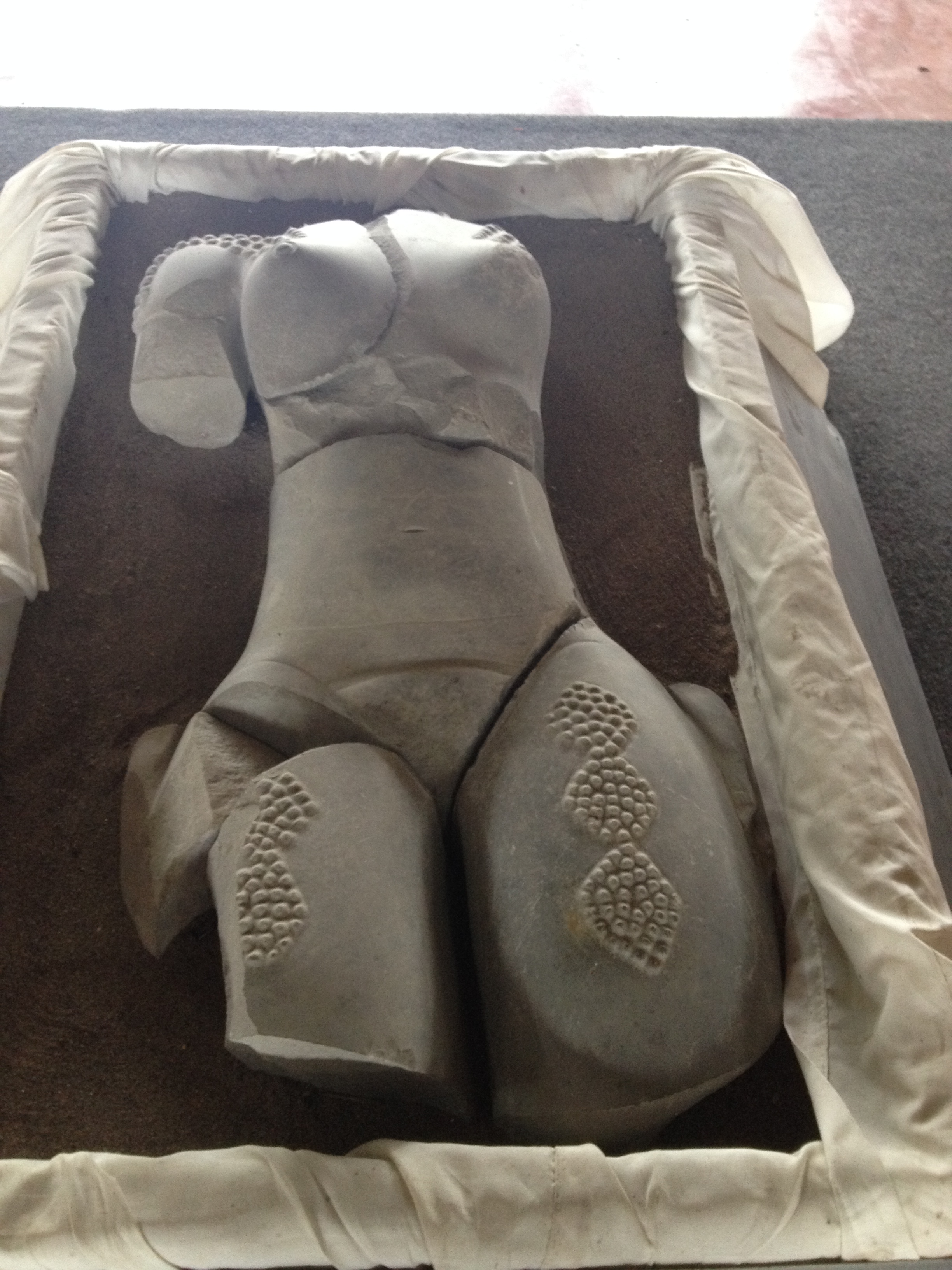
Escultura de la «mujer escarificada» encontrada en un yacimiento arqueológico del municipio de Tamuín.

En la gran mayoría de culturas africanas, la palabra escarificación también se refería al simple hecho de pintar o dibujar diseños. Incluso, esta terminología fue cambiando y se empleó como sinónimo de éxito y triunfo, también por haber alcanzado un objetivo específico. En América, en el periodo prehispánico, el hombre sentía la necesidad de purificar el cuerpo y el alma a través de varios métodos tales como ayunos, lavatorios, unciones, entre muchos otros, mientras que los cortes, la vestimenta, la deformación craneal artificial y demás modelos de transformación corporal «formaban parte de un universo simbólico».
Desde hace muchos siglos, los grupos y las etnias africanas siempre identificaron el arte del cuerpo (tatuajes, escarificaciones y perforaciones) como un aspecto cultural, más que todo por tratarse de una forma dominante de arte. Los miembros solían utilizar diversos tipos de herramientas cortopunzantes capaces de rasgar cualquier parte del cuerpo, como la hoja lítica, con el único fin de tallar o diseñar dibujos lineales, simétricos y significativos. A pesar del dolor y el sufrimiento que se origina en la piel como producto de las múltiples cortaduras, la escarificación se concibe como un elemento imprescindible que integra la parte social, cultural y espiritual. Según investigaciones del antropólogo, escritor y fotógrafo americano Lars Krutak, algunas tribus africanas como los Batammariba suelen iniciar el rito con una ceremonia de adivinación, donde los chamanes y adivinadores son los que indican cómo será el patrón de cortes, partiendo de una serie de conjuros que se realizan en un recipiente. Después de esto, el niño o adulto a escarificar es acostado en el suelo sobre unas hojas de gran tamaño. Los artistas se encargan de cortar la piel, generalmente sobre el rostro, en donde se exhiben líneas perpendiculares, horizontales y verticales de gran tamaño. Las regiones nasales y los labios también se cortan, después se limpian con abundante agua y, por último, el chamán invoca en voz alta a los antepasados para que protejan física y mentalmente al miembro del grupo. La manteca de Karité se suele aplicar sobre el rostro como medicamento antiinflamatorio, también se utiliza carbón ya que sirve para ahuyentar a los espíritus malignos.
También se sabe que los maoríes y otras tribus de la República Democrática del Congo, Kenia, Nigeria, Sudán y Etiopía, emplearon esta técnica en sus rostros. Como resultado, la piel quedaba literalmente esculpida con grandes diseños y protuberancias, sinónimo de belleza y valentía para las mujeres; también servía para identificar a los miembros de la comunidad. Las primeras incisiones realizadas se rellenaban con pequeñas cantidades de ceniza, dando como resultado una cicatriz oscura. Otras tribus oceánicas como la Sepik de Nueva Guinea se cortaban la piel en honor al cocodrilo, por tratarse de un animal sagrado. Por lo general, los ancianos y las personas adultas que conforman este tipo de grupos se encargan de ejercer esta actividad y, en ocasiones, ordenan a los demás (especialmente a los jóvenes) a iniciar con este rito ancestral, son conocidos como «maestros escarificadores» y conocen perfectamente los riesgos aunque se justifican en el hecho de que por medio de este método, los miembros de la comunidad podrán liberarse física y mentalmente, además de obtener otra serie de beneficios. En algunas ocasiones, el artista o maestro que puede ser de la misma tribu o de otra diferente, recibe algunos beneficios como dinero o bebidas especiales. Esta remuneración varía pero puede ser de aproximadamente 500 Franco CFA que es la moneda oficial de 14 países africanos y dentro de las bebidas populares o especiales se encuentra el tchoukoutou que es un tipo de cerveza que se prepara con mijo o sorgo (sorghum bicolor).
Se cree que muchas tribus reemplazaron los tatuajes por las escarificaciones, ya que la piel oscura opacaba en gran manera el color de la tinta y los diseños. Contrario a la escarificación, que después de realizar un corte se forma automáticamente una cicatriz que se hace visible. Otros como el pueblo huasteco se cortaban el pecho con grandes figuras, además emplearon otras modificaciones corporales como la perforación, deformación craneal artificial y el limado dental. En términos generales, la escarificación se puede definir como una «marca de identidad» que sobresale en cada uno de los miembros que conforman un grupo.

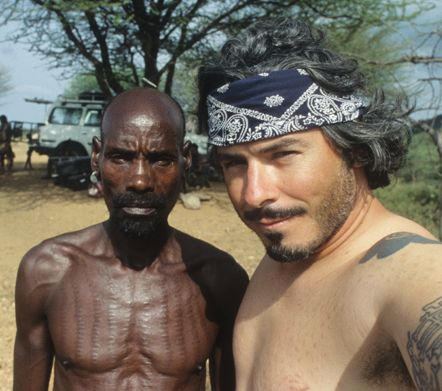
Lars Krutak (a la derecha), antropólogo americano que ha centrado sus investigaciones en el arte y la modificación del cuerpo.

Era obligatoria en muchos grupos y comunidades y fue imprescindible en los roles sociales, en rituales, costumbres y otros aspectos como la política, la identidad y las normas de convivencia; también en la parte sexual ya que despertaba el deseo y la atracción y aumentaba el placer sexual. Asimismo, los cortes representaban la pureza del alma y el comienzo de una vida espiritual que, con el tiempo, se transformaba en «fortaleza mental y maduración espiritual», además de proporcionar bienestar emocional y físico. Aunque es una técnica milenaria, todavía se practica sin importar la edad o el sexo, de hecho hay reportes de niños de 6 meses y hasta de semanas de nacido con cicatrices en el cuerpo. En ocasiones, estas heridas se limpian con plantas o carboncillo, este último sirve para el proceso de cicatrización. Contrario a lo que se cree, existen tribus que la consideran perjudicial hasta el punto de afirmar que «no sirven para nada» y que es mejor expresar la cultura por medio de otros aspectos tales como bailes, danzas o el propio lenguaje.
Desde el campo de la antropología, el estudio del cuerpo ha sido objeto de debates e investigaciones. En 1909, el etnógrafo Arnold van Gennep describió las transformaciones corporales, incluyendo el tatuaje, la escarificación y la pintura como auténticos ritos. En 1963, el francés Claude Lévi-Strauss dijo que el cuerpo humano es como un lienzo en espera de una impronta cultural. En 1980, el doctor y profesor emérito de la Universidad de Chicago, Terence S. Turner, utilizó por primera vez el término social skin, para referirse al estilo de vida del pueblo indígena Kayapó, su cultura y la importancia de la decoración del cuerpo.
Según Susan Vogel Mullin, fundador del Museum for African Art, las principales técnicas de modificación tales como tatuajes, escarificaciones y perforaciones siempre se consideraron verdaderas «marcas de la civilización», basado en la idea de que el hombre es un ser que cambia y evoluciona constantemente, como por ejemplo, cuando pasa de la adolescencia a la edad adulta, también por el hecho de establecer vínculos sociales y familiares dentro de la comunidad, esto se ve reflejado más que todo en la paternidad, que desde la antropología se define como una institución sociocultural de filiación.
Existen diversas teorías sobre el origen de la escarificación. Mientras se dice que es una práctica cultural y ancestral, otros apuntan a que se desarrolló a mediados del siglo XVIII y supuso un factor determinante ya que por medio de los cortes, las tribus podían identificar a sus enemigos y aliados, en una época marcada por fuertes rivalidades entre tribus africanas. Otra afirma que se desarrolló aproximadamente en el siglo XV y XVI en el denominado comercio transatlántico de esclavos, que también fue conocido como maafa o simplemente holocausto de la esclavitud. Por medio de los cortes, los miembros de las tribus adoptaron una forma de «protección y categorización». Estos grupos provenientes de las zonas centrales y occidentales empezaron a realizarse cortes muy profundos sobre sus rostros, esto hizo que los comerciantes de esclavos de desinteresaran en ellos, aunque también creían que estas cicatrices servían como mecanismo de defensa en los niños. También supuso una esperanza ya que los capturados podían identificar en cautiverio a sus familiares por medio de las cicatrices. Como resultado, las tribus y las etnias africanas se consolidaron aún más en sus raíces y creencias, aprendieron a ser más unidos y sociables y vieron la escarificación no solo como algo cultural, sino también como una auténtica forma de identificación.

## Arte y cultura

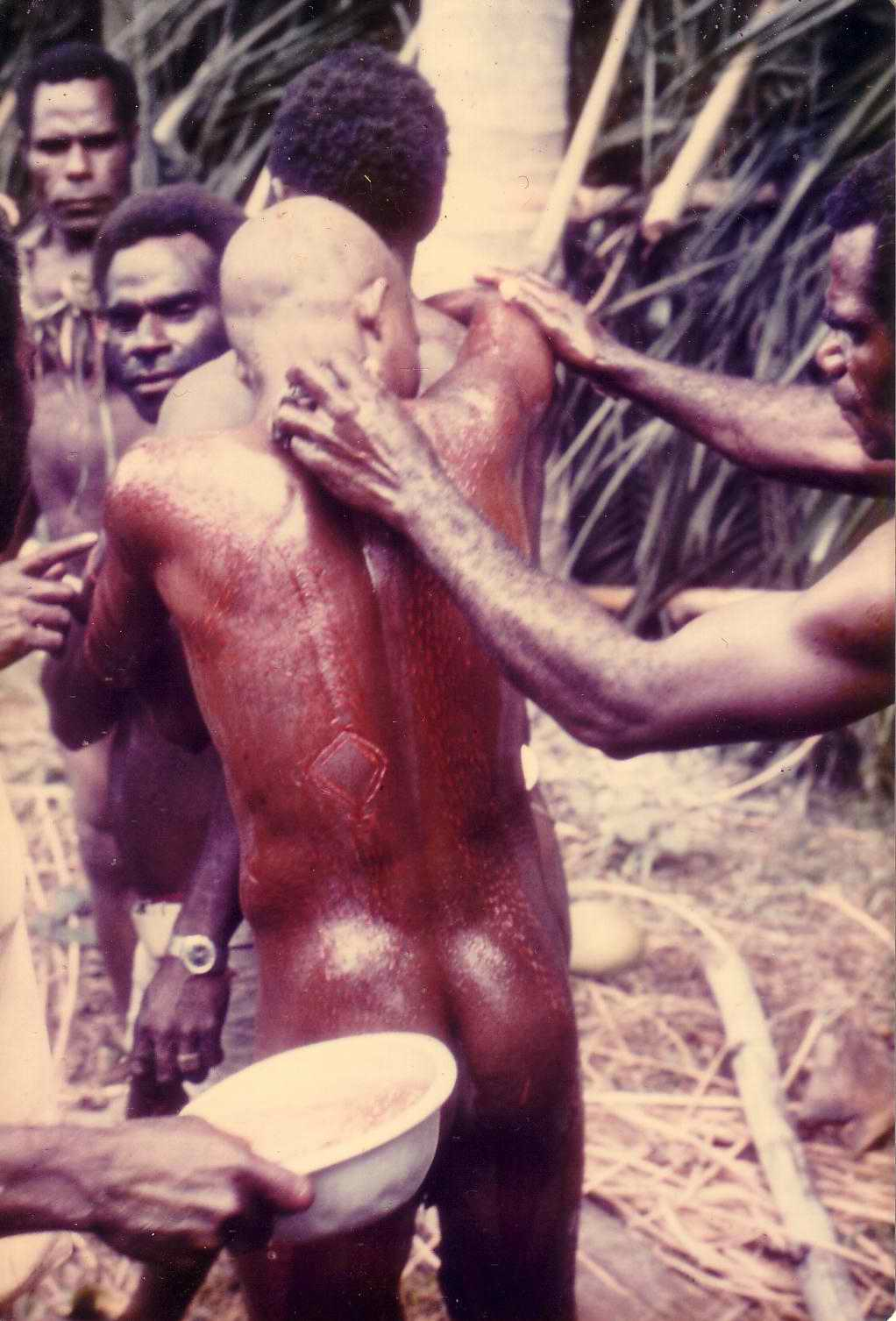
Un miembro de los sepik durante el rito de iniciación de la «escarificación cocodrilo». Papúa Nueva Guinea, 1975.

En términos generales, la escarificación es una práctica cultural que se ha generalizado en muchas civilizaciones. Existen varias hipótesis sobre la ecología de la conducta de la escarificación. La primera apunta a razones simbólicas ejemplificadas en los ritos. Antiguamente, la mayoría de las tribus africanas utilizaban esta técnica para clasificar a sus miembros, como un acto religioso, o para demostrar fuerza, madurez y disciplina. Una segunda hipótesis apunta a las conductas sexuales. Grupos étnicos como los saras y los nubas han practicado la escarificación como una expresión sexual, porque «mejora la apariencia física» y representa la fertilidad. Una tercera se enfoca en las razones sociales y humanas, como un «medio de libertad» que sirve para «escapar de las presiones sociales y culturales». También se considera un medio de autoexpresión y una forma de interactuar con los demás. Otras personas entendidas en el tema como artistas, tatuadores y escritores versados en modificaciones corporales la consideran una clase de arte.
En ocasiones se suele relacionar la alteración del cuerpo con violencia simbólica. Adolfo Colombres, escritor y antropólogo argentino, afirma que las marcas en el cuerpo poseen un significado simbólico, estético, religioso o social, que son fielmente representadas por la gran mayoría de culturas y civilizaciones africanas, oceánicas y americanas. El catolicismo también aseguró que estas manifestaciones de arte corporal van en contra de la «obra divina de la creación», tomando como base los principios y preceptos de la Biblia, como por ejemplo, el mandato establecido en el libro de Levítico 19:28 que expresa: «No os haréis incisiones en la carne por un muerto ni imprimiréis en ella figura alguna». Este rechazo de la doctrina religiosa se extendió a otras culturas del mundo y fue rechazada por tratarse de un acto cruel y atroz.
Aunque se trata de algo ancestral y primitivo, se sabe que existen tribus que todavía practican la escarificación en el siglo XX y XXI, sobre todo en las africanas y algunas sudamericanas.

### América
Los guaraníes, al igual muchas otras etnias sudamericanas, hicieron de la escarificación una práctica de uso general. Entre estos se encuentran, por ejemplo, los potiguaras, indígenas brasileños que acostumbraron a escarificarse en brazos y pantorrillas por medio de espinas de plantas y dientes de pescados ya que esto evitaba la fatiga y el cansancio. Estos grupos se basaron en, por lo menos, seis aspectos fundamentales: la parte expiatoria, la guerra como parte de sus combates, el bautismo al tratarse de un rito y un símbolo de espiritualidad, la parte higiénica, menstrual y curativa estaban relacionados con la salud. Los tres primeros se enfocaban en aspectos etnológicos y los restantes en médicos. La escarificación higiénica fue quizá la más compleja ya que se fundamentaba en dos aspectos: la primera condición era que la sangre debía fluir sobre la región cortada o escarificada, esto se conocía con el nombre de tugwihkih y, en el segundo, los cortes tenían que ser lo suficientemente profundos como para que la sangre fluyera con abundancia; a esto se le llamaba tugwihká y era extremadamente doloroso. El tiempo de recuperación era de siete a catorce días. También se sabe que en la menstruación, el proceso era doloroso e irritante ya que «la sangre debía fluir durante tres días».
En el pueblo maya, los cortes son sinónimo de éxitos, triunfos y valentía ya que representan la muerte de cada uno de sus enemigos y les define como auténticos guerreros. Se sabe que las mujeres mayas rendían culto y participaban activamente de las ceremonias, además practicaron la escarificación facial. Heinrich Berlin, historiador, antropólogo y arqueólogo alemán, estudió profundamente la cultura maya, especialmente en la ciudad de Jonuta y el estado mexicano de Tabasco donde encontró figuras y material arqueológico que sirvió como base para entender la ideología, los aspectos sociales, la historia y los roles que desempeñaron las mujeres mayas en la antigüedad. Según Berlin y otros arqueólogos experimentados, las figuras encontradas describen a mujeres con distintos adornos faciales, brazaletes, cabello suelto, con vestimenta huipil y con las manos levantadas, también con varias modificaciones corporales tales como escarificación en los labios, horadaciones y en otros casos, con deformación craneal artificial por el aspecto de sus rostros. Los pilagás, pueblo indígena de América del Sur, acostumbraban a escarificarse el pecho, las piernas y otras partes del cuerpo, ya que por medio de esto adquirían cualidades y características propias de los animales.
En Venezuela, el pueblo hoti también ha practicado esta técnica que se enseña a temprana edad. Se le suele llamar jkawajke y a diferencia de otros grupos, los niños y demás miembros del grupo se escarifican por sí solos sin la ayuda de nadie, en especial la cara y el cuerpo. También la practican como medio terapéutico a través de fragmentos de cangrejo o trozos de latas ya que «permite conservar la integridad del ser», además porque creen que la sangre tiene poder. El pueblo hoti tiene la creencia de que los jkajo que son chamanes, hombres sabios y especiales, son personas poderosas y altamente espirituales que poseen capacidades curativas excepcionales, estos además curan por medio del pensamiento, realizan terapias por medio del humo de tabaco, setas, plantas y otras especies, y de la escarificación.
En Paraguay, país situado en la zona central de América del Sur, los achés acostumbraron a cortarse la piel como parte de un ritual llamado jaychá. En este participaban adultos cuyas espaldas se marcaban con dibujos geométricos a través de piedras filosas y calientes, mientras que en las mujeres, por lo general adolescentes, los cortes se solían hacer en el vientre, esto simbolizaba fertilidad y belleza, además brindaba protección y seguridad contra espíritus malignos. En resumen, la escarificación cumplía con tres aspectos relevantes: identidad, estética y magia; el primero como prueba fehaciente de madurez y valentía, el segundo como cualidad de belleza en mujeres y hombres y el tercero porque se creía que propiciaba fertilidad y protección.

### África

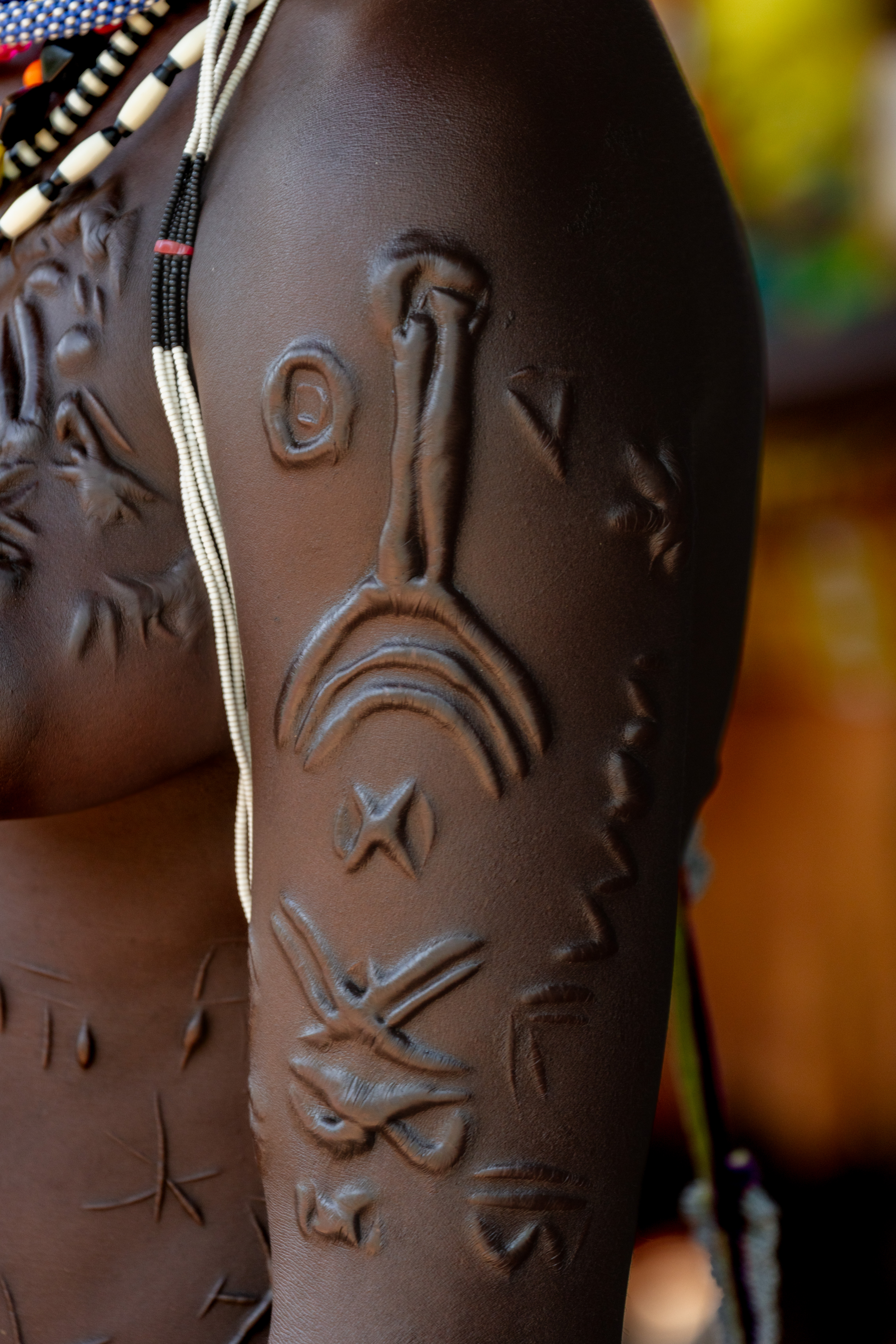
Ejemplo de escarificación en Kimotong (Sudán del Sur).

En África Oriental, el pueblo surma practica una ceremonia ancestral llamada «donga», lucha que sirve para defender el honor y adquirir prestigio social, en ella se utilizan bastones hechos de madera, además se pintan y se cortan los cuerpos para resaltar el físico. Al igual que los mayas, las escarificaciones representan valentía, pero además, identifica a aquellos que han ganado batallas contra individuos de otras tribus.
En la mujer sobresale la que tenga mayor cantidad de cicatrices, esto significa que es capaz de lidiar con el dolor al momento del parto; también es practicada en aquellas que comienzan la primera fase de la adolescencia y el ciclo sexual como parte de ritos y cultos. En varias tribus de Ghana las adolescentes se someten a intensos cortes en ambas manos, ya que esto simboliza el fin de un período y el comienzo de la adultez, y aumenta la probabilidad de ser buenas compañeras, esposas y madres. Según Victoria Pitts, socióloga de la Universidad de Nueva York, la escarificación se ha extendido a otras culturas y ha ganado popularidad, constituyéndose en un elemento diferenciador ante el resto de la sociedad. Pitts afirma que la «identidad se expresa a menudo a través de la apariencia», en contraste con la sociedad consumista que se interesa más en la belleza y la moda. Vince Hemingson, escritor y cineasta que ha estudiado la modificación corporal también afirma que la escarificación y otras alteraciones del cuerpo como la lengua bífida, suponen un cambio significativo dentro de la sociedad. Para Joseph Campbell, mitólogo y escritor estadounidense, la escarificación y los tatuajes son auténticos rituales ancestrales que, en la mayoría de los casos, van acompañados de dolor y sufrimiento, algo que es común en los rituales de transformación de algunas tribus africanas donde los niños se someten a pruebas insoportables como requisito para pasar de la infancia a la adultez.
Para los Bessoribe, tribu africana originaria de la República de Benín, la escarificación juega un papel fundamental y determinante en los adultos ya que las incisiones en sus rostros simbolizan que un bebe ha finalizado el período de latencia, de este modo pasa a la siguiente fase y «se convierte en niño». Asimismo, los padres creen que por medio de los cortes honran a sus antepasados y, por consiguiente, obtienen un tipo de protección especial contra los menores. La gran mayoría de grupos africanos y americanos creen que las incisiones sirven para salvaguardar sus vidas, ahuyentar y expulsar a espíritus malignos o como medio para «conectar espiritualmente» con entidades superiores. Las cicatrices crean en el cuerpo un aspecto grotesco e indeseable para cualquier espíritu y sirve como mecanismo de protección contra la muerte.
En Abiyán, ciudad principal de Costa de Marfil, las tribus se someten a intensos cortes sobre la piel, especialmente en el rostro. Esta costumbre o tradición se conoce con el nombre de «Hââbré», aunque está en desuso ya que las autoridades la consideran potencialmente peligrosa. Según Joana Choumali, fotógrafa profesional que explora la cultura africana, la escarificación es como una «documento de identidad» que sirve para identificar a cada uno de los miembros de una comunidad y obtener información sobre sus orígenes, además posee un alto valor social.

### Oceanía
En varias comunidades y etnias de Australia la escarificación generalmente empieza en la adolescencia. Si un individuo se niega corre el riesgo de ser apartado de algunas actividades tradicionales tales como ceremonias, ritos, cultos y danzas.
Poco se sabe de la escarificación y el arte de los aborígenes australianos. Según el museo Australiano, los grupos indígenas solían cortarse comúnmente como parte de sus creencias, pero esto ha ido desapareciendo, solo un pequeño grupo de indígenas de Tierra de Arnhem aún practica la escarificación. Los cortes y las cicatrices representaban un «lenguaje inscrito en el cuerpo» que, en la mayoría de los casos, transmitía un mensaje o historia sobre la identidad de la persona, así como también, otros aspectos tales como la belleza, alegría, sufrimiento y valentía, entre otros. Se escarificaban con jimpilam kemerrempurru, que es según ellos, un tipo de roca fuerte.
Los sepik, tribu nativa de Papúa Nueva Guinea ampliamente conocidos como «hombres cocodrilos», someten al marcado de la piel como parte de ritos, una vez llegan a la etapa de la madurez. Durante este procedimiento los miembros sufren reiterados cortes sobre el cuerpo, por lo que la piel se despelleja formando cicatrices parecidas a las del reptil. En este caso, la escarificación es necesaria y casi que obligatoria, ya que por medio de esta se obtiene «el estatus de miembro adulto» y, por tanto, la aprobación por parte de la comunidad para realizar labores fundamentales como la caza o transacciones comerciales; además por la creencia de que los «hombres fueron creados por los cocodrilos». Sin embargo, es altamente peligrosa y la principal causa de muerte en estos grupos ya que se pierden grandes cantidades de sangre y el dolor aumenta considerablemente.

## Tendencia

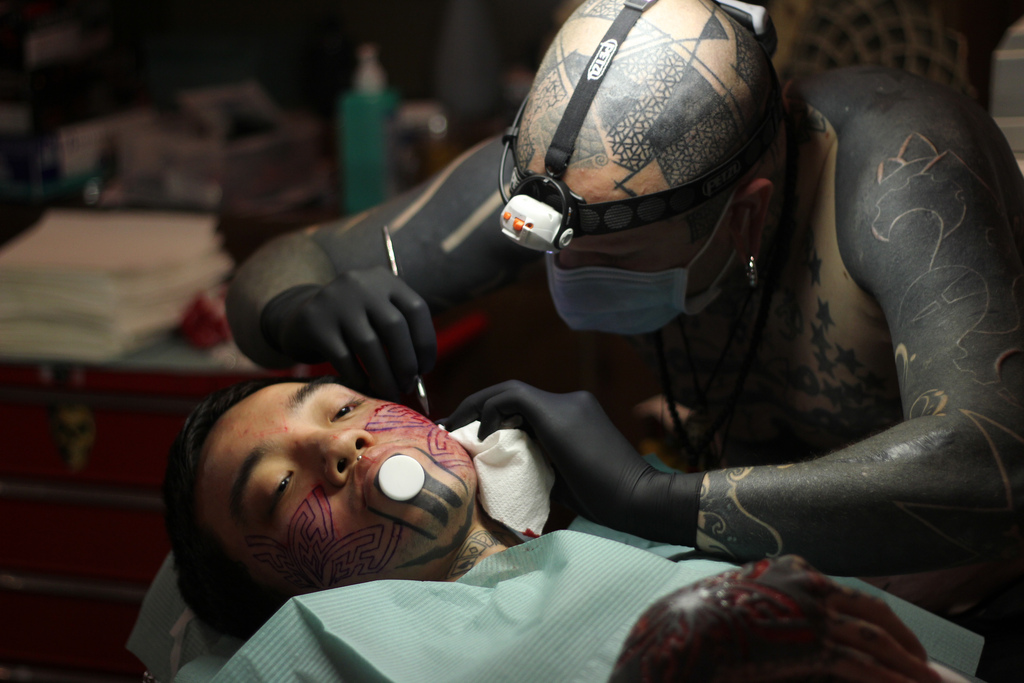
Escarificación en el rostro de una persona por medio de cortes (cutting).

La escarificación es una modificación o transformación del cuerpo que es cada vez más aceptada por la sociedad, generalmente por las comunidades adolescentes, donde es común encontrar jóvenes con perforaciones y tatuajes. También se ha extendido en gran manera a la cultura occidental, donde representa honor y poder. Sin embargo, aún existe un estigma sobre las personas que se tatúan o perforan alguna parte del cuerpo, contrario a esto y según la antropóloga Gloria Falcón, las modificaciones son expresiones contraculturales que cada día son más aceptadas. Por otra parte, se cree que esta técnica se expandió notablemente en los Estados Unidos por Steve Haworth, especialista en escarificaciones y pionero en la práctica de implantes subdérmicos y transdérmicos. También se suele citar al australiano Wayde Dunn, quien es uno de los artistas más reconocidos de la escarificación y profesional del arte corporal, ambos «promueven su uso espiritual o artístico».

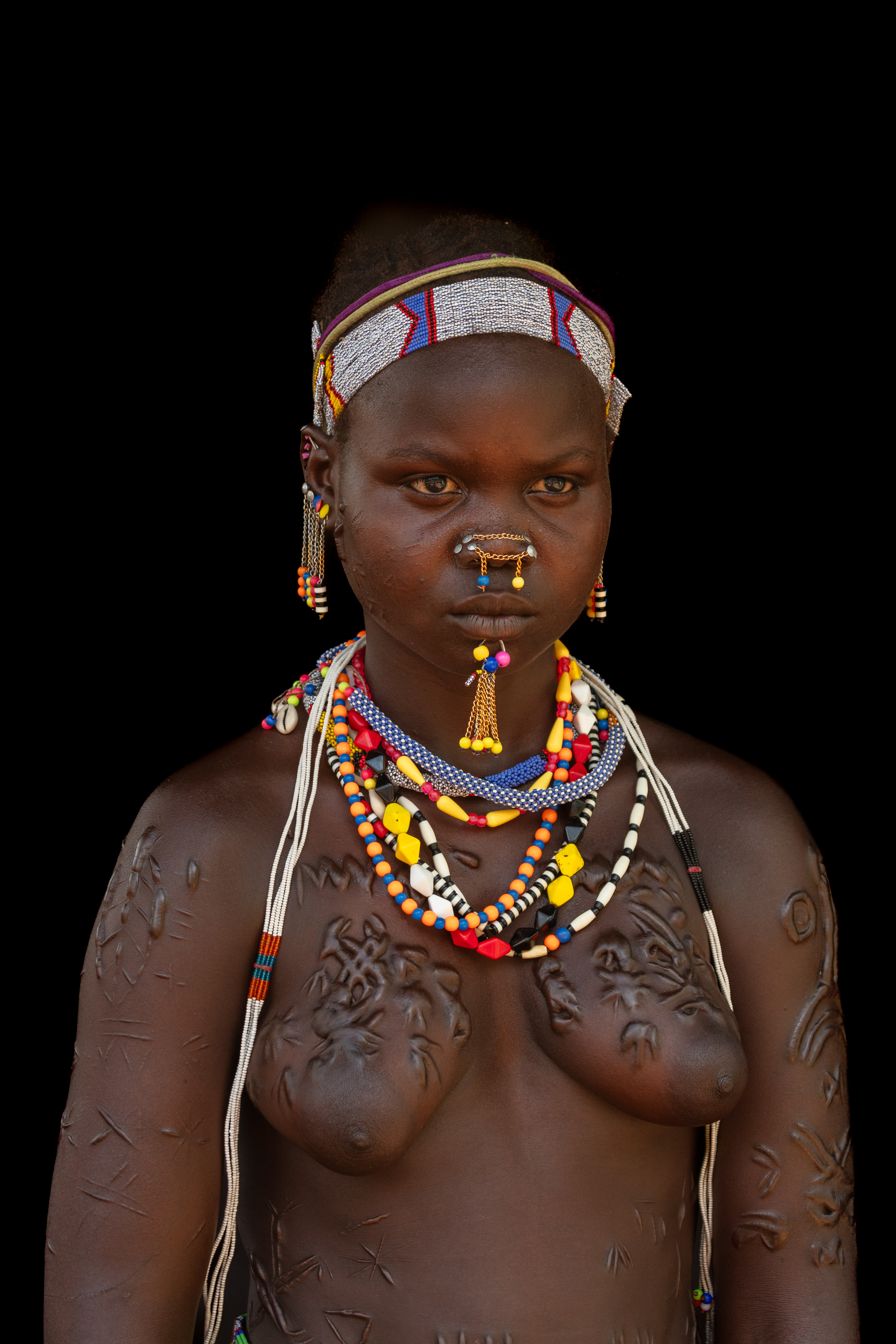
Ejemplo del resultado de escarificación por cortes en la piel.

Fakir Musafar, líder y fundador del movimiento primitivo moderno ha difundido y enseñado las técnicas empleadas en la modificación corporal. Es uno de los personajes más representativos de este movimiento, que tiene por objetivo, «explorar la espiritualidad a través del cuerpo». Ha publicado libros y fue el fundador y director de la revista Body Play and Modern Primitives Quarterly, cuyo contenido se basó en el desarrollo de la cultura moderna, los orígenes de la perforación, el contorsionismo y el branding, técnica utilizada ampliamente en la escarificación que consiste en cortar la piel por medio de piezas metálicas previamente quemadas. Es una de las técnicas más populares ya que el metal quemado cumple dos funciones: cortar y cauterizar la herida simultáneamente.
Según Violeta Camarasa, periodista, investigadora y editora, la escarificación ha traspasado fronteras y está presente en muchas «sociedades avanzadas»: 

«Al parecer, la moda surgió a mediados de los 80 entre las subculturas gay y lesbiana de San Francisco (EE.UU.), extendiéndose a partir de 1990 entre los movimientos neoprimitivos, que recuperaban técnicas tribales ancestrales para vivir una experiencia más auténtica o más mística con su propio cuerpo».
Violeta Camarasa, periodista científica.

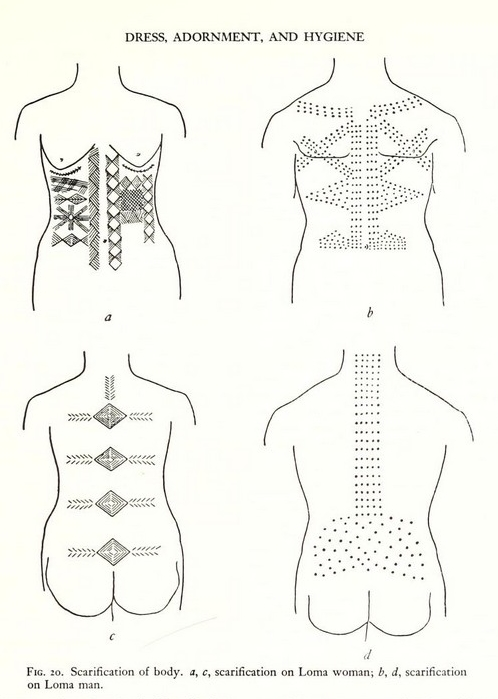
Escarificaciones en el cuerpo de un hombre y una mujer. Algunos siguen un mismo patrón y en otros se observan figuras geométricas.

Victoria Pitts, socióloga y catedrática de la Universidad de Nueva York, también afirma que esta moda llegó a los Estados Unidos y se extendió gracias a la popularidad de las subculturas homosexuales y lesbianas. En los años 1990 fue adoptada por la cultura hippie y otros movimientos contraculturales como el punk y las tribus urbanas. Según Pitts, todos estos movimientos liberales revivieron las prácticas de alteración corporal que caracterizaron a la gran mayoría de culturas indígenas de África y América. Ya en el siglo XX y XXI se convirtió prácticamente en una tendencia en países desarrollados como los Estados Unidos, Canadá y Australia, también en toda Europa, especialmente en Reino Unido y España donde se suele aplicar sin medidas higiénicas y profilácticas tanto en hombres como mujeres. En la comunidad valenciana, por ejemplo, la escarificación y demás técnicas de modificación están reglamentadas bajo decretos como medida preventiva.
Es común encontrar dibujos sobre líneas rectas, espirales y figuras geométricas que, por lo general, siguen un mismo patrón. Sin embargo, también es posible encontrar dibujos de animales, letras y palabras (en especial la escritura japonesa), números, símbolos religiosos, esotéricos y astrológicos (deidades, santos, cruces, estrellas, lunas), cráneos, espirales e imágenes tribales y, en otros casos, flores, tallos de plantas y demás relacionados con la naturaleza.
Como toda modificación del cuerpo, la escarificación implica riesgos para la salud. A pesar del auge e impacto que ha generado en comunidades adolescentes, es ilegal practicarla en el Reino Unido; en Chile, por ejemplo, se considera ilícita si no cuenta con una serie de normas mínimas establecidas por la Secretaría Regional Ministerial de Salud. En algunos estados de los Estados Unidos existen leyes y reglamentos sobre la escarificación, por ejemplo, en Kansas, Nueva Jersey, Oregón y Carolina del Sur está prohibida, mientras que en Arizona, es ilegal en jóvenes menores de 18 años a menos de que un adulto, especialmente el padre de familia esté presente durante el procedimiento. En Guinea Ecuatorial, África, fue prohibida en algunas tribus como los bubis por autoridades coloniales, aunque también se cree que es ilegal en varias regiones. Estas medidas se han adoptado en varios países ya que el uso de herramientas tales como el bisturí está sujeta exclusivamente a médicos, cirujanos y demás profesionales de la salud, también por el hecho de ser una práctica extrema y menos segura en comparación a otras más tradicionales como los tatuajes y las perforaciones, al ser «minoritaria no existen estudios ni normativas que regulen su práctica».
Según un estudio realizado por la Universidad de Barcelona, España, la escarificación es una tendencia compulsiva asociada en algunos casos como un tipo de mutilación. Personas de todas las edades se someten a esta técnica pero en especial los adolescentes que ven en ella una salida a las presiones sociales, aunque también se justifican en otros aspectos tales como la moda, rebeldía, diferenciación, recuerdo de eventos, sexo, entre otros. Martín Mora Martínez, profesor investigador del departamento de estudios socio-urbanos de la Universidad de Guadalajara, México, también coincide en que es una moda que «permite experimentar en carne propia el deseo de individualización», esto hace que cada persona sea diferente de las demás.
En 2007, un estudio realizado en Francia confirmó que los jóvenes pasan por etapas de rebeldía, desobediencia y, en otros casos, muestran comportamientos y tendencias suicidas, en parte, por trastornos psicológicos o psíquicos. Estos comportamientos se suelen expresar por medio de rascados compulsivos, lesiones cutáneas y cortes profundos en el cuerpo (escarificaciones). Según Catherine Chabert, psicóloga francesa y profesora emérita de la Universidad de París V Descartes, la escarificación es un tipo de «ofrenda de sacrificio» practicada frecuentemente por jóvenes adolescentes con la finalidad de llamar la atención de las demás personas.
En una entrevista realizada por jóvenes de la Universidad Michoacana de San Nicolás de Hidalgo, México a adolescentes de diferentes culturas, se pudo concluir que la escarificación actúa como un tipo tratamiento médico con personas que padecen de sufrimiento y depresión. En otras palabras, es una modalidad terapéutica cuya finalidad es curar o aliviar el dolor que se lleva por dentro:

«Es una forma de sacar el dolor en mi cuerpo que de otra forma no puedo expulsarlo. (La piel) se corta con vidrio porque así se siente mejor... delicioso ya que siento como va descendiendo el dolor en mi cuerpo, toda esa carga y tristeza que llevo por dentro».
Fragmento de la entrevista a un adolescente.

Según el análisis de los autores del libro Estremecimientos de lo real: Ensayos psicoanalíticos sobre cuerpo y violencia, los jóvenes que padecen de depresión, abatimiento e infelicidad toman como base el cuerpo para practicar todo tipo de incisiones y mutilaciones, además de esto, se gozan con el dolor y cuando se lastiman la piel, lo que se traduce en un alivio físico y mental.

## Métodos
La escarificación no es una práctica confiable y precisa. Hay variables como el tipo de piel, la profundidad del corte, el tratamiento de la herida, la salud y la edad biológica. Las cicatrices tienden a extenderse a medida que sanan. Por tanto, aunque generalmente el diseño es simple, los detalles pueden sufrir variaciones durante el proceso de cicatrización. El valor promedio de este procedimiento es de 200 $ aproximadamente, aunque puede exceder los 500 $.
Existen varias técnicas que se emplean en la escarificación como el branding o cutting, entre muchas otras. Independientemente del método a emplear, los cortes no pueden exceder los 3 milímetros de profundidad ya que podría comprometer los vasos sanguíneos, tendones, nervios y otras partes sensibles.

### Quemaduras en la piel (branding)

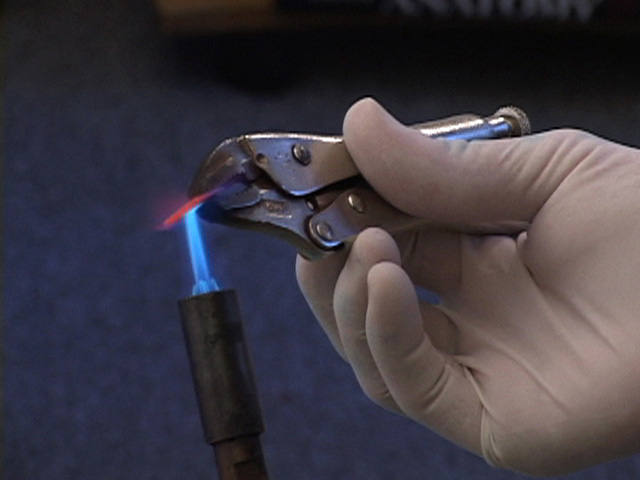
Quemado de una pieza de metal por medio de un soplete. Este método se conoce con el nombre de strike branding.

El branding es una técnica muy común en la escarificación, en ella se utilizan herramientas tales como sopletes, soldadores eléctricos, unidades de electrocirugía, piezas de metal o alambres, entre otras. A esta técnica se le conoce como escarificación por quemaduras y de ella derivan varios métodos como el cautery branding (cauterización), que consiste en calentar la punta de un alambre para realizar las quemaduras en la piel, es un tipo de cauterización térmica. 
El laser branding es un método que fue popularizado por el artista estadounidense Steve Haworth, pionero en este tipo; el término técnico es cirugía eléctrica o electrocirugía y se ejecuta por medio de una unidad de electrocirugía que produce un láser, este a su vez corta y cauteriza la piel, «es como una impresora de imágenes que trabaja directamente sobre la piel». Esta es una forma más precisa de escarificación, porque es posible regular en gran medida la profundidad y la naturaleza de los daños que se realizan en la piel. Con las técnicas tradicionales el calor se transfiere a los tejidos, mientras que el laser branding vaporiza la piel de manera tan precisa y rápida que minimiza los daños causados en los tejidos. Esto hace que el dolor disminuya considerablemente y se reduzca el tiempo de curación.
Otros métodos como el strike branding, se ejecutan después de calentar una placa de metal a altas temperaturas. Posteriormente se presiona sobre la superficie de la piel hasta derretirla literalmente. Históricamente se utilizaba para reclamar la propiedad de esclavos o para castigar a los criminales, aunque también como una forma de arte corporal. Esta técnica no es tan precisa como las demás y el tiempo de curación es más extenso. Algunos profesionales y expertos en tatuajes consideran el strike branding una técnica más rudimentaria, en comparación a las demás. Una última y poco empleada es el cold branding, muy similar al strike branding, salvo que la pieza de metal se somete a un frío extremo (por ejemplo, con nitrógeno líquido) en lugar de calor. También se utiliza en la ganadería.

### Cortes en la piel (cutting)

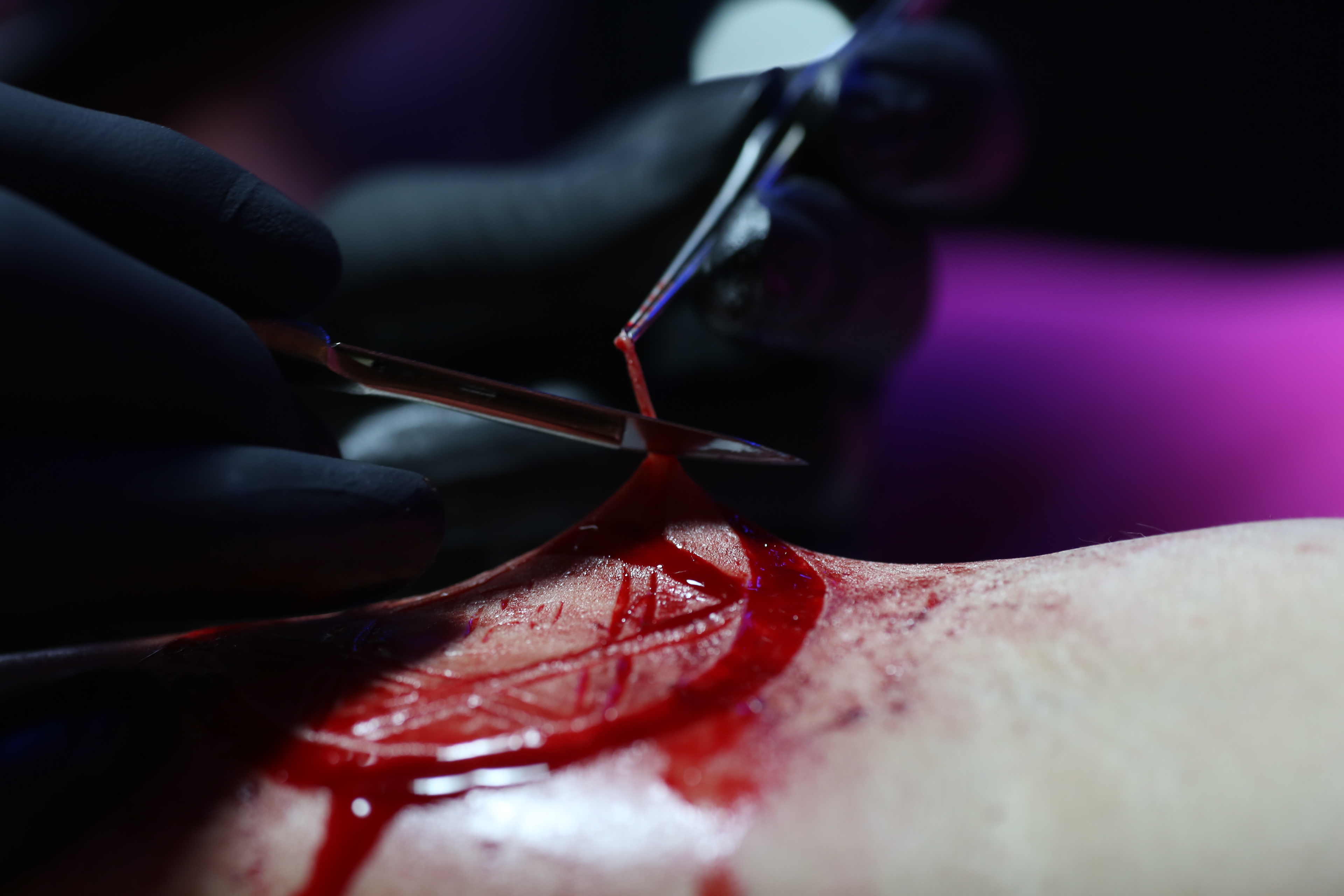
El cutting es una de las técnicas más empleadas en la escarificación. Se caracteriza por el uso de herramientas quirúrgicas como el escalpelo.

Puede haber casos de automutilación y escarificación por razones no cosméticas. 
El cutting, también conocida como escarificación por cortes, es una de las técnicas más conocidas y empleadas junto al branding, en ella, es común el uso de cuchillas quirúrgicas aunque también se manejan navajas y otros objetos tales como espinas, vidrios, piedras y cáscaras de coco para realizar los cortes y trazados sobre la piel. Sin embargo, los tatuadores profesionales y artistas del arte corporal sugieren el uso del escalpelo como una de las herramientas más fáciles de usar y que permite una mejor definición. Por el contrario, las navajas no son recomendables, debido a que la mayoría presentan hojas ligeramente dentadas que dificultan el trazado y, por consiguiente, dejan cortes irregulares. En ciertas ocasiones las heridas suelen ser tratadas con tintas, zumos de plantas, lodo, carbón molido, tierra colorada, cenizas y vinagre, esto permite una mejor cicatrización; el uso de otros elementos como la sal o los condimentos hace que adquieran un mayor volumen.
Entre las técnicas utilizadas se encuentra el skin removal, skinning o peeling (eliminación o descamación), que consiste en realizar cortes lineales en la piel por medio de un bisturí. Además, los contornos de la superficie de la piel son removidos cuidadosamente con la ayuda de otras herramientas. A menudo, las cicatrices formadas presentan una textura inconsistente, aunque esto depende en gran medida de la experiencia del artista y del cuidado de la herida. Otro método es el ink rubbing, que se realiza por medio de una cuchilla quirúrgica. A medida que se raspa la piel se añaden pequeñas cantidades de tinta, muy similar a un tatuaje. La mayoría de las personas que se someten a este procedimiento consideran que el diseño final —dibujo— es poco estético y llamativo.
El packing es un método poco común en occidente, pero se ha utilizado tradicionalmente en África. En ella, la piel se corta cuidadosamente y posteriormente se rellena con arcilla, ceniza, tinta u otro tipo de sustancia para dar coloración a la herida. Por medio del packing se obtienen cortes más profundos, aunque se considera arriesgado por el alto riesgo de infección. El hatching es otro de los procedimientos utilizados por los artistas, y consiste en realizar grandes trazados y definir aún más los diseños de menor tamaño, sin embargo, supone mayor dificultad y cantidad de tiempo.

### Abrasión
Las cicatrices pueden formarse por fricción o raspadura. Esto se puede lograr con una máquina para hacer tatuajes o cualquier objeto que pueda remover la piel por medio de fricción, como la lima o el papel de lija. Se cree que la escarificación por inyección es una de las técnicas más peligrosas ya que por medio de esta se «inyectan líquidos en la dermis» y posteriormente se retira la ampolla que se genera; otra de las complicaciones es el alto riesgo de contraer infecciones. Mientras tanto, la escarificación por medio de una máquina de tatuado, conocida como etching y scarification tattoo, es menos complicada ya que la función principal de la máquina es «sobretatuar» el contorno o los trazados realizados en la piel sin el uso de tinta, esto permite una mejor definición en el dibujo.
Otra técnica es la escarificación química, en la que se utilizan productos corrosivos como el ácido, que sirven para remover la piel e inducir a la formación de cicatrices con efectos similares a otros métodos. A pesar de ser una de las técnicas menos empleada en la escarificación, se puede utilizar como alternativa para la eliminación o el borrado total de tatuajes. El procedimiento es relativamente parecido a los demás, con la diferencia de que la sustancia química se vierte directamente sobre la superficie de la piel o se adhiere al bisturí o cualquier otra herramienta con el fin de realizar los cortes, sin embargo, no es recomendable el uso de agentes químicos ya que las reacciones pueden ser impredecibles.

## Riesgos y precauciones

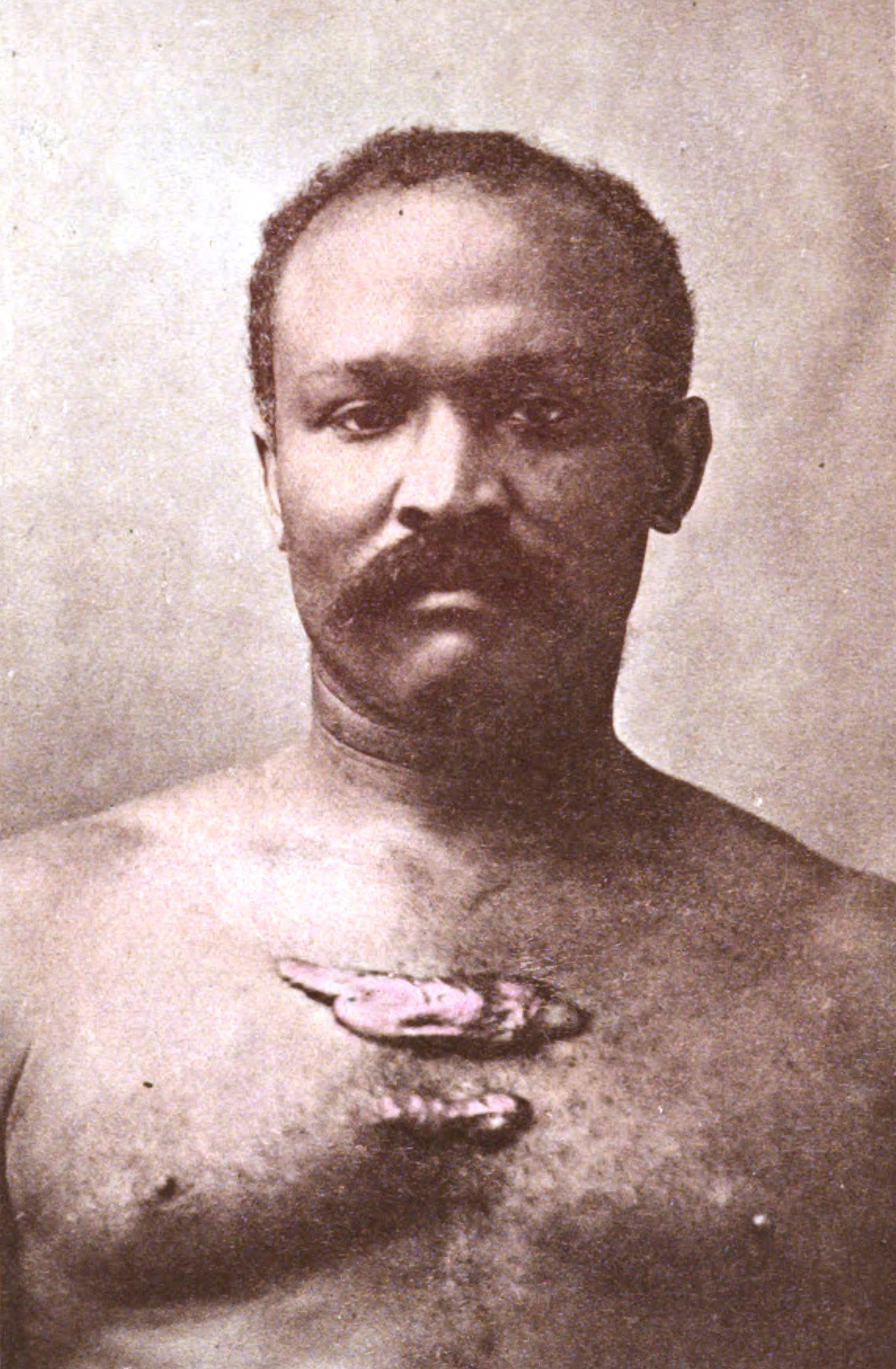
Hombre con un queloide en el pecho, 1886.

La escarificación puede llegar a producir daños irreversibles y traumas en la piel, también la probabilidad de adquirir infecciones y enfermedades cutáneas y sufrir tumefacciones, por lo que no se considera una práctica segura y exenta de riesgos. Además, los centros de tatuajes y estudios donde se realizan estos procedimientos deben cumplir con las condiciones de higiene y seguridad, incluso, es preferible que el artista posea una licencia que le permita tatuar, perforar y escarificar, sin embargo, esto no es posible en muchos casos ya que no existen normas o leyes que regulen estos procedimientos.
Las personas que se someten a este método de modificación corporal son propensas a adquirir enfermedades e infecciones altamente contagiosas y peligrosas como el virus de la inmunodeficiencia humana (VIH), tuberculosis, lepra, cigomicosis, endoftalmitis, tétano, pioderma, herpes simple y zóster, molusco contagioso, septicemia, la hepatitis viral aguda, hepatitis B y C (esta se puede transformar en una cirrosis); las heridas producidas por los cortes son susceptibles de infectarse con bacterias o virus. Por esto, es necesario el uso de guantes, máscaras quirúrgicas, antisépticos, jabones medicinales, pomadas e incluso analgésicos o antibióticos, mantener una buena higiene en general y esterilizar todas las herramientas de trabajo como mecanismo de protección.
Para algunos especialistas en dermatología, la escarificación está asociada con la dermatilomanía, trastorno impulsivo que se caracteriza por excoriar la piel reiteradamente. También está relacionada con las enfermedades mentales o patologías psiquiátricas debido a los comportamientos compulsivos asociados con la ansiedad y depresión. Según el criterio de médicos y especialistas, la comunidad adolescente está propensa a desarrollar estas conductas impulsivas como consecuencia del abuso sexual ya que pueden «limpiar la piel que fue tocada por el abusador».
Es indispensable que el profesional que ejerce esta actividad posea un conocimiento detallado de la anatomía de la piel humana, con el fin de evitar un corte demasiado profundo o lesiones serias que comprometan la salud de la persona. La reacción a los cortes es diferente en todas las personas, sucede lo mismo con la cicatrización, ya que en algunos el proceso es más rápido y en otros lento. La escarificación no es tan popular como el tatuaje o pirsin, «por lo que son pocos los profesionales y escasos los que deciden experimentarlo», incluso hay gente que la considera tabú.
Como resultado final la persona sufre de inflamación e irritación acompañado de dolores intensos y ardor, ya que «las escarificaciones agreden e impiden el correcto funcionamiento de la piel como órgano vital». Es posible que se presenten hemorragias y, por consiguiente, se pierdan grandes cantidades de sangre. En casos más severos el paciente puede sufrir «limitaciones de la movilidad», úlceras cutáneas, granulaciones y lesiones, en esta última es común la formación de queloides como consecuencia de crecimientos exagerados del tejido cicatrizal, también desarrollar una endocarditis bacteriana. Todos estos casos se tratan con cirugías, criocirugías, terapias y radioterapias, aunque en otros se utilizan fármacos y apósitos que permiten aislar y proteger el proceso de cicatrización.

### Imágenes
- Galería de escarificaciones en la web About.com
- Scarification and Cicatrisation among African cultures Rand African Art.
- Reportage photo de Jean-Michel Clajot et du Docteur Saï Sotima Tchantipo scarifications.net.
- BMEzine's Scarification Gallery Fotografías en la web de la revista BMEzine.

### Vídeos
- Taboo? Flesh Branding National Geographic.
- Scarification National Geographic.
- Scarification Discovery Channel.
- Cocodrile Man (scarification) Youtube.

### Información adicional y artículos relacionados
- Escarificación en la enciclopedia de la revista BMEzine.
- Making Boys into Men: The Skin-cutting Ritual of the Kaningara Tribe of Papua New Guinea Lars Krutak - Tattoo Anthropologist.
- Scarification Today Introduction to Digital Humanities.
- La escarificación: Un arte estigmatizado Lady Johana Ospina, Radio Macondo.

- Datos: Q570784
- Multimedia: Scarification / Q570784